# Destruction finale
Pour plus de détails, voir Fiche technique et Distribution.
Destruction finale (hangeul : 백두산 ; hanja : 白頭山 ; RR : Baekdusan ; litt. « Mont Paektu ») est un film catastrophe sud-coréen réalisé par Kim Byeong-seo et Lee Hae-joon, sorti en 2019.

## Synopsis
Une éruption se produit au mont Paektu. Scientifiques et militaires de Corée du Nord et du Sud s’entraident pour prévenir cette catastrophe, car de nouvelles explosions risquent de survenir dans la péninsule coréenne…

## Fiche technique
Sauf indication contraire, les informations mentionnées dans cette section peuvent être confirmées par la base de données cinématographiques IMDb,  présente dans la section « Liens externes ».
Sauf indication contraire ou complémentaire, les informations mentionnées dans cette section peuvent être confirmées par la base de données de KMDb
- Titre original : 백두산
- Titre international : Ashfall
- Titre français : Destruction finale[2]
- Réalisation : Kim Byeong-seo et Lee Hae-joon
- Scénario : Kim Byeong-seo, Kim Tae-yoon, Kwak Jeong-deok, Lee Hae-joon et Lim Joon-hyung
- Décors : Kim Byung-han
- Costumes :  Jo Sang-gyeong
- Photographie : Kim Ji-yong
- Son : Choi Tea-young
- Montage : Kim Ji-yong
- Musique : Bang Jun-seok
- Production : Kim Yong-hwa, Ha Jung-woo, Kang Myung-chan et Kim Young-hoon[3]
- Sociétés de production : Dexter Pictures[1] ; CJ ENM Corp. et Perfect Storm Film Inc. (coproductions)[3]
- Société de distribution : CJ Entertainment[1]
- Budget : 7 milliards de won (soit 6 millions de dollars)[4]
- Pays de production :  Corée du Sud
- Langue originale : coréen
- Format : couleur
- Genre : catastrophe
- Durée : 128 minutes
- Dates de sortie :
  - Corée du Sud : 21 décembre 2019
  - France : 5 septembre 2020 (L'Étrange Festival)[2] ; 15 septembre 2020 (DVD)

## Distribution
- Lee Byung-hun : Ri Joon-pyeong, l’agent du Corée du Nord[1],[5]
- Ha Jung-woo : Jo In-chang, l’agent spécial des forces[1],[5]
- Ma Dong-seok : Kang Bong-rae, le géologue[1],[5]
- Jeon Hye-jin : Jeon Yoo-kyeong, la gouverneure[1]
- Bae Suzy : Choi Ji-yeong, l’épouse de Jo In-chang[1],[5]
- Jung Yun-ha : l’interprète coréenne
- Ok Ja-yeon : la sergent chef Min
- Kim Min-sik : le sergent Kim
- Kang Shin-chul : le lieutenant Han
- Kim Joon-won : le lieutenant de formation
- Kim Yeon-kyo : l’aide-soignante
- Lee Geung-young : le général Choi
- Jo Han-chul : le colonel

## Production
En novembre 2018, Jeon Hye-jin est confirmée à joindre le projet du film. En décembre 2018, on annonce que Bae Suzy est engagée pour le rôle de l’épouse de Jo In-chang — interprété par Ha Jung-woo, aux côtés de Lee Byung-hun et Ma Dong-seok.
Le tournage a lieu entre février et le 21 juillet 2019, à Séoul.

## Accueil

### Sortie
Le film sort le 19 décembre 2019 en Corée du Sud. En France, il est sélectionné et projeté le 5 septembre 2020 au festival de L'Étrange Festival, sous le titre Destruction finale.

### Box-office
Le 22 décembre 2019, quatre jours après sa sortie, le film reçoit plus de deux millions de spectateurs,. Le 26 décembre 2019, il dépasse plus de quatre millions d’entrées en une semaine.
| Pays ou région | Box-office        | Date d'arrêt du box-office | Nombre de semaines |
| -------------- | ----------------- | -------------------------- | ------------------ |
| Corée du Sud   | 8 200 650 entrées | en cours                   | 5 (en cours)       |